# سایه خیال
سایه خیال نام یک فیلم سینمایی محصول سال ۱۳۶۹ به کارگردانی حسین دلیر است.

## داستان
حسین پناهی دژکوه، نویسنده یک‌لاقبای خیالباف و شاعر ناکامی است که شبی در خلوت تنهایی، در اوج خیال بافی، آدمی به نام غلومی خلق می‌کند، که همه جا مثل سایه به دنبال اوست. از طرف دیگر دوست حسین که قصد ازدواج با دختر همسایه را دارد.
او به اصرار دوست ناشرش در محفلی شاعرانه شرکت می‌کند و در آنجا، چیزهایی دربارهٔ «غلومی» شخصیت خیالی یکی از قصه‌هایش می‌گوید. برق شهر قطع می‌شود و در هیاهوی حمله هوایی دشمن، مجلس به هم می‌خورد و هرکس به سویی می‌گریزد. صبح روز بعد مأموران آگاهی برای تحقیق دربارهٔ سرقتی که در همان محل انجام گرفته‌است، حسین پناهی را متهم به همدستی با غلومی می‌کنند و رد او را می‌خواهند.
از سوی دیگر صاحبخانه پول‌پرست حسین پناهی که همسر و فرزندانش را به خارج از کشور فرستاده و خودش هم قصد دارد به آنها ملحق شود توسط نوار و نامه‌های ارسالی فرزندش پی می‌برد که همسرش با مردی اجنبی روابطی به هم زده و به بهانه گرفتن اجازه اقامت، از شوهرش طلاق می‌خواهد تا با آن مرد ازدواج کند. صاحبخانه در شبی در اوج کشمکش‌های روحی، می‌میرد. حسین پناهی و دوست موسیقی‌دان سلاخ‌اش در یک ماجرای عاشقانه به دختر ناشر دل می‌بندند، اما پس از کشمکش کوتاه مدتی با دوستش به نفع او کنار می‌رود. مادر دختر اصرار دارد که او را به خواستگاری پولدار بدهد. در یک تبانی سه‌جانبه بین حسین، پدر دختر و دوست حسین، دختر به عقد عاشق واقعی‌اش درمی‌آید و سر خواستگار پولدار بی‌کلاه می‌ماند.

## جوایز
برنده سیمرغ بلورین بهترین جلوه‌های ویژه از نهمین جشنواره بین‌المللی فیلم فجر ۱۳۶۹

برنده سیمرغ بلورین بهترین فیلم برتر مسابقه فیلم اول و دوم از نهمین جشنواره فیلم فجر ۱۳۶۹

کاندیدای بهترین بازیگر نقش دوم مرد از نهمین جشنواره فیلم فجر ۱۳۶۹

کاندیدای بهترین بازیگر نقش دوم زن از نهمین جشنواره فیلم فجر ۱۳۶۹

کاندیدای بهترین صدا برداری از نهمین جشنواره فیلم فجر ۱۳۶۹